# Lisa Politt

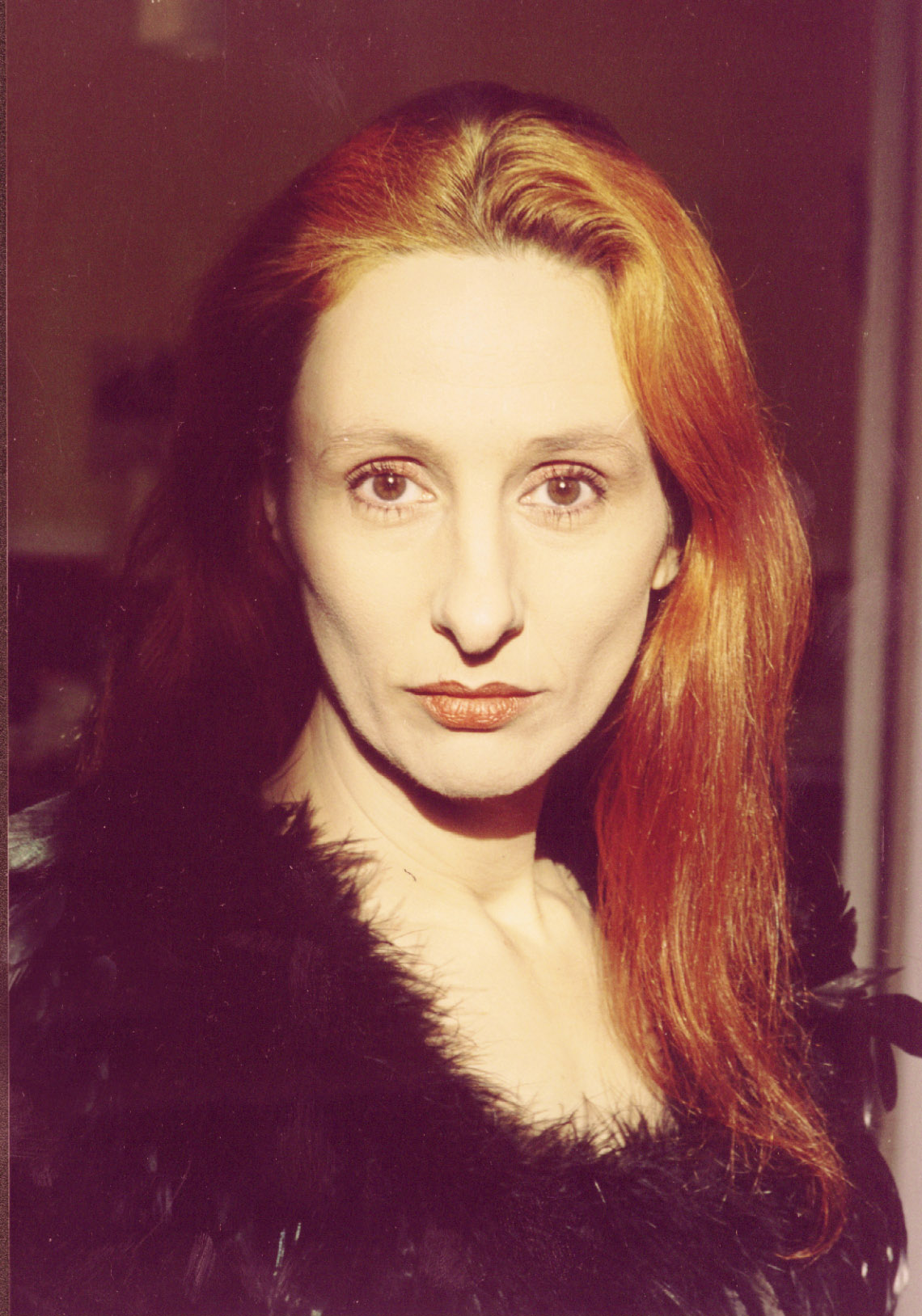
Lisa Politt (vor 2012)

Lisa Politt (* 4. Dezember 1956 in Braunschweig) ist eine deutsche politische Kabarettistin. Gemeinsam mit ihrem Lebensgefährten Gunter Schmidt betrieb sie von 2003 bis 2022 das Theater Polittbüro in Hamburg-St. Georg.

## Werdegang
Lisa Politt ist aufgewachsen im niedersächsischen Bomlitz und besuchte das Gymnasium Walsrode gemeinsam mit Ernie Reinhardt, der später als Lilo Wanders auftreten sollte. Nach der Schule ging sie nach Hamburg und studierte Psychologie. Gemeinsam mit Gunter Schmidt gründete sie 1984 die Kabarettgruppe Herrchens Frauchen.
Im Jahr 2010 inszenierte Lisa Politt mit Die sieben Todsünden treffen sich auf der Eröffnungsfeier eines x-beliebigen Großprojektes in einer nicht näher zu bezeichnenden Hansestadt die bislang größte Hausproduktion des Polittbüros, die von der Kulturbehörde der Stadt Hamburg mit 40.000 Euro bezuschusst wurde. An der Persiflage auf den Bau der Elbphilharmonie wirkten unter anderem die Schauspieler Gustav Peter Wöhler und Karoline Eichhorn mit.

## Auszeichnungen
- 1991 – Deutscher Kleinkunstpreis Förderpreis der Stadt Mainz mit „Herrchens Frauchen“
- 2003 – Deutscher Kabarettpreis Hauptpreis (als erste Frau)
- 2005 – Deutscher Kleinkunstpreis in der Kategorie Kabarett
- 2019 – Rolf-Mares-Preis zusammen mit Gunter Schmidt für außergewöhnliche Leistungen im Rahmen des Hamburger Theaterlebens